# Momentum (DGM)
Momentum è l'ottavo album del gruppo musicale italiano di genere progressive metal DGM, pubblicato nel 2013 da Scarlet Records.

## Tracce
1. Reason – 4:55
2. Trust – 5:23
3. Universe – 4:19
4. Numb – 5:03
5. Pages – 4:53
6. Repay – 4:31
7. Chaos – 4:35
8. Remembrance – 5:39
9. Overload – 5:06
10. Void – 6:14
11. Blame – 5:23

## Formazione

### Gruppo
- Mark Basile – voce
- Simone Mularoni – chitarra
- Andrea Arcangeli –  basso
- Emanuele Casali – tastiere
- Fabio Costantino – batteria

### Ospiti
- Russell Allen – voce (traccia 1)
- Jørn Viggo Lofstad – chitarra (traccia 7)
- Marco Mantovani – orchestrazioni (tracce 1, 3, 11)

### Produzione
- Simone Mularoni – produzione, registrazione, missaggio, mastering
- Simone Bertozzi – artwork
- Siddharta Mancini – fotografia